# Henri Tincq
Henri Tincq (né le 2 novembre 1945 à Fouquières-lès-Lens et mort le 29 mars 2020 à Villeneuve-Saint-Georges) est un journaliste et vaticaniste français.
Spécialiste des informations religieuses du journal Le Monde de 1985 à 2008, après avoir travaillé au journal La Croix, il a contribué au magazine en ligne francophone Slate après son départ à la retraite.

## Biographie
Henri Tincq obtient une licence de philosophie à l’Institut d'études politiques de Paris et son diplôme de journalisme à l’École supérieure de journalisme de Lille.
Il est notamment l'auteur du Larousse des religions (2005) et a présidé l’Association des journalistes de l’information religieuse de 1994 à 1999.
Il meurt du Covid-19 le 29 mars 2020 à l’hôpital de Villeneuve-Saint-Georges, à l’âge de 74 ans.
Le lendemain de sa mort, Emmanuel Macron salue « l’un des meilleurs connaisseurs du catholicisme et l’un des plus fins observateurs du Vatican, capable d’en sonder les arcanes les plus complexes comme d’en analyser les grandes évolutions historiques. ».
Sa sœur Marie-Louise est la mère de Dominique Bernard, professeur de français assassiné lors de l'attaque au couteau du lycée Gambetta d'Arras.

## Positions
Henri Tincq s’est intéressé à l’histoire des papes. À la suite de l’élection du pape Benoît XVI au conclave de 2005, il établit une « liste d’objectifs » qui résume sa conception d´un catholicisme dit « progressiste » ou « conciliaire » car généralement opposé au mouvement intégriste auquel il estime que Benoît XVI a fait trop de concessions. Il a regretté que ce Souverain Pontife maintienne certaines des positions traditionnelles de l’Église en matière de morale.
Tincq s’est réjoui que Benoit XVI organise une seconde rencontre des grandes religions à Assise, estimant que le dialogue interreligieux se heurte surtout à l’intégrisme et au scepticisme. Il se demande s'il faut avoir peur de l’arrivée au pouvoir des islamistes en Afrique du Nord et s’inquiète du sort des chrétiens égyptiens. Il a salué la « leçon de politique de Benoit XVI », c’est-à-dire le discours du Pape devant les parlementaires allemands du Bundestag.
D'un côté, il est attaché au rapprochement avec les protestants ; de l'autre, il semble hostile à une réconciliation avec les orthodoxes.
Il a décrit l’affaire des caricatures de Mahomet comme un « choc des ignorances ».

## Prix et distinctions
- 2001 : Prix Templeton[16] en journalisme
- 2007 :  Chevalier de la Légion d'honneur[17]

## Publications
- L'Église pour la démocratie, Centurion,1992
- L'Étoile et la Croix, JC Lattès, 1993
- Les Extrémismes religieux  dans Le Fait religieux  sous la direction de Jean Delumeau, Fayard, 1993
- Le Catholicisme, Le Monde Éditions, 1996
- Les Médias et l’Église : évangélisation et information, Presse et Formation,1997
- Défis au pape du troisième millénaire : le pontificat de Jean-Paul II, les dossiers du successeur, JC Lattès, 1997
- Les Génies du christianisme : histoires de prophètes, de pécheurs et de saints, Plon,1999
- Dieu en France, Mort et résurrection du catholicisme, Calmann-Lévy, 2003
- Vivre l'islam , 2003
- Une France sans Dieu, 2003
- Larousse des religions, 2005 ; rééd. non illustrée Petit Larousse des religions, 2007
- Ces papes qui ont fait l'histoire, 2006
- Les Catholiques, 2008
- Catholicisme : le retour des intégristes, CNRS, 2009
- Jean-Marie Lustiger : le cardinal prophète, Grasset et Fasquelle, 2012
- La Grande Peur des catholiques de France, Éditions Grasset, 2018, 208 p. (lire en ligne)